# Reichsrat (Bayern)

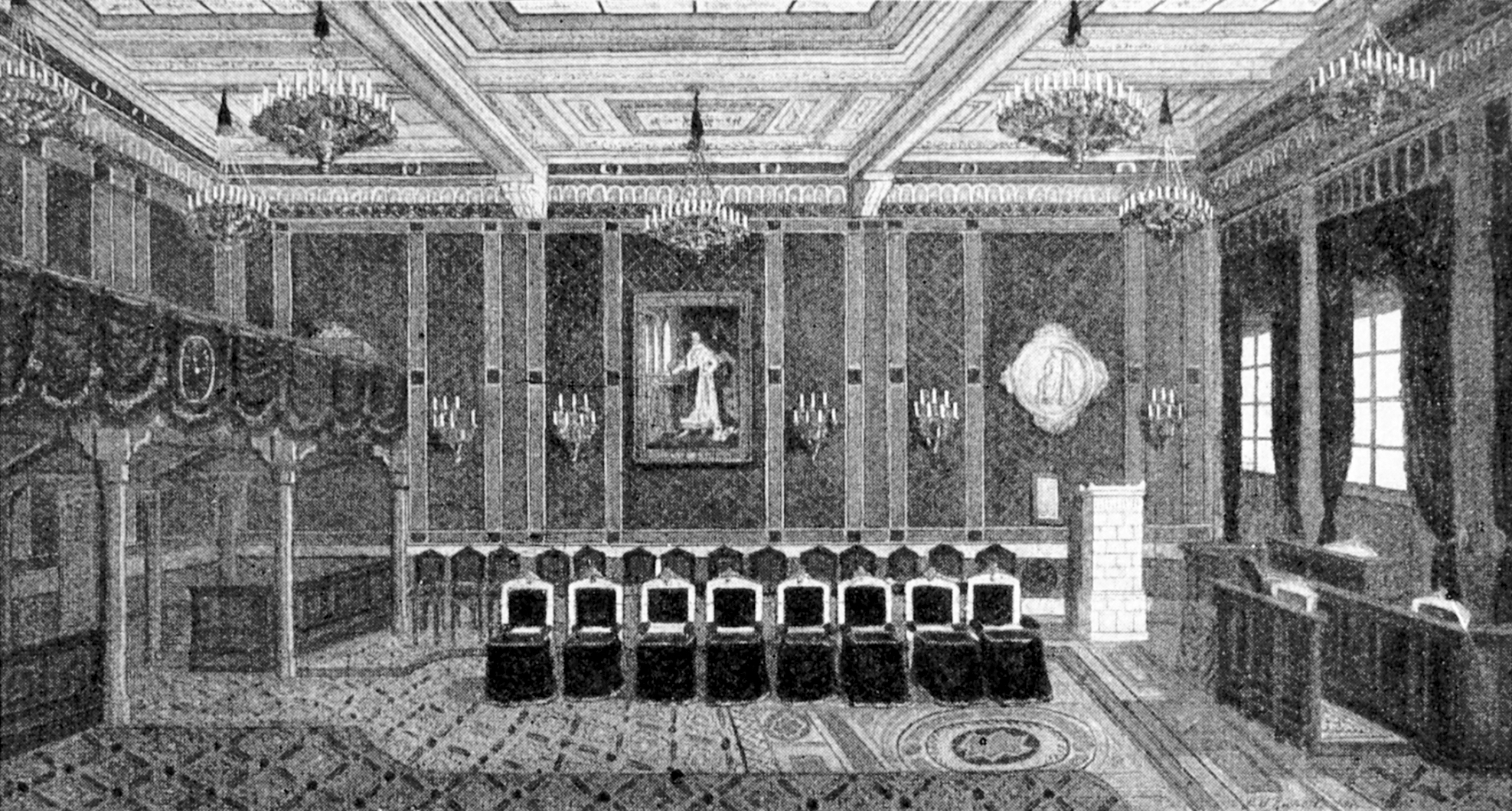
Sitzungssaal der Kammer der Reichsräte in der Prannerstraße in München

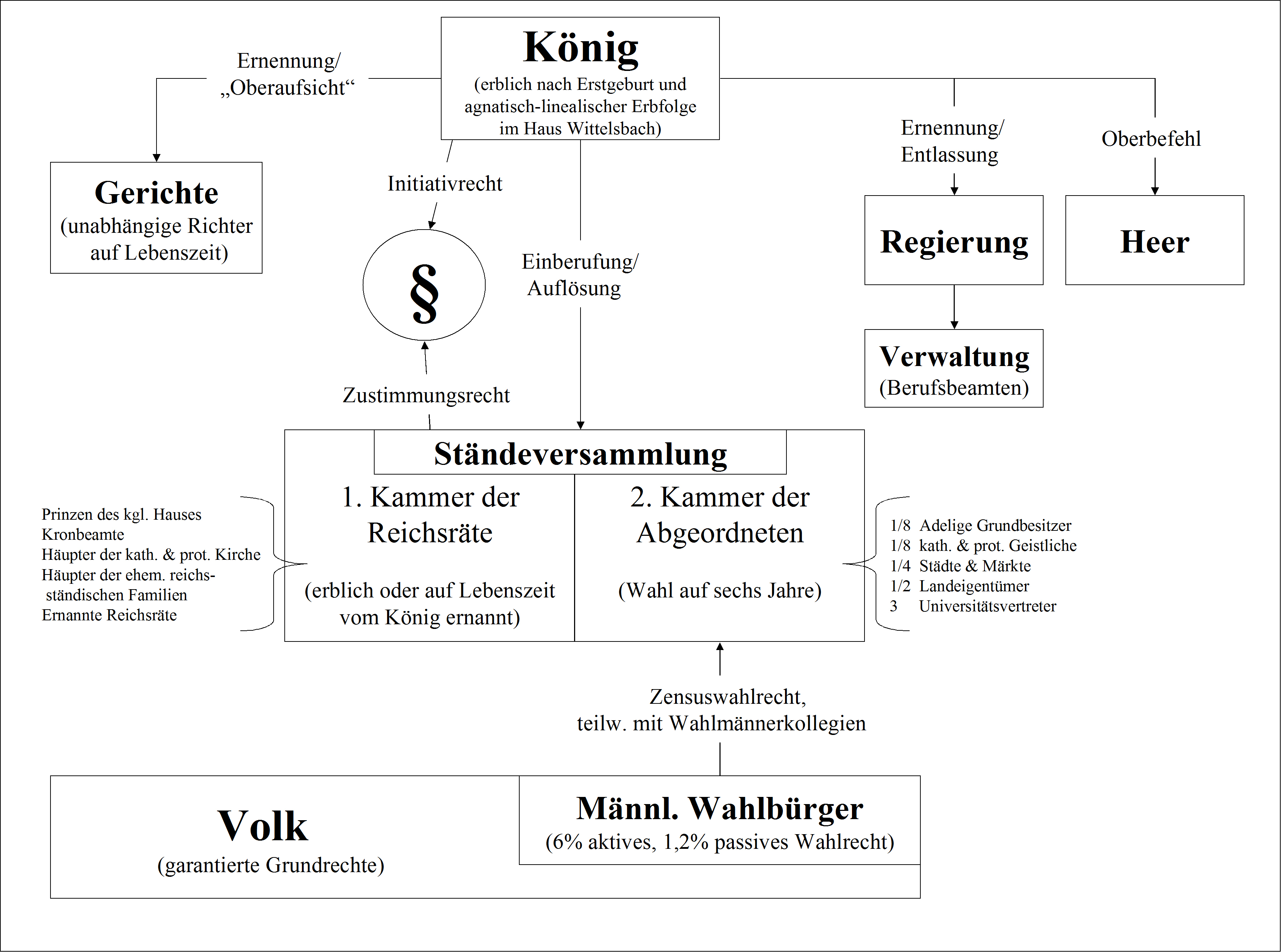
Schematische Darstellung der Verfassung von 1818 mit dem Reichsrat

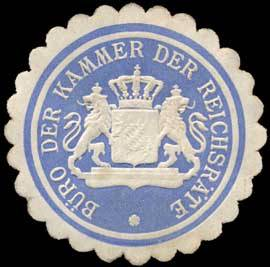
Siegelmarke Büro der Kammer der Reichsräte

Die Kammer der Reichsräte war im Zweikammersystem der Bayerischen Ständeversammlung nach der Bayerischen Verfassung von 1818 die erste Kammer. Bis 1918 blieb sie in Zusammensetzung wie Kompetenz unverändert. Die Bamberger Verfassung von 1919 sah keine Reichsratskammer mehr vor.
Sie war dem britischen Oberhaus nachgebildet, sollte eine vermittelnde Stellung zwischen Krone und Abgeordnetenkammer einnehmen und besaß formal dieselben Rechte wie die zweite Kammer. Die Angehörigen der Ersten Kammer des Bayerischen Landtags kamen aus dem Kreis der adligen Standesherren und hohen Geistlichkeit, außerdem gehörten ihm einige auf Lebensdauer ernannte Mitglieder und Mitglieder des königlichen Hauses an. Sie führten den Titel „Reichsrat der Krone Bayern“.
Die Sitzungen des Reichsrats waren geheim. Auch deshalb wurde der Reichsrat im bayerischen Vormärz von der Öffentlichkeit nicht ausreichend beachtet. Die neuere Forschung stimmt darin überein, dass die Macht der Reichsratskammer die der Abgeordnetenkammer bei weitem übertraf.

## Präsidenten
| Name                               | Gruppe      | Amtszeit  |
| ---------------------------------- | ----------- | --------- |
| Carl Philipp von Wrede             | erblich     | 1819–1837 |
| Sebastian von Schrenck             | lebenslang  | 1840      |
| Karl zu Leiningen                  | Standesherr | 1842–1848 |
| Franz von Stauffenberg             | erblich     | 1848–1881 |
| Georg von Franckenstein            | erblich     | 1881–1890 |
| Karl Ludwig Fugger von Babenhausen | Standesherr | 1891–1893 |
| Ludwig von Lerchenfeld-Köfering    | erblich     | 1893–1904 |
| Ernst zu Löwenstein                | Standesherr | 1905–1911 |
| Carl Fugger von Glött              | Standesherr | 1911–1918 |

| Name                            | Gruppe      | Amtszeit  |
| ------------------------------- | ----------- | --------- |
| Franz von Schönborn             | Standesherr | 1819      |
| Ludwig zu Oettingen-Wallerstein | Standesherr | 1822      |
| Joseph von Fraunberg            | Erzbischof  | 1825      |
| Maximilian von Montgelas        | erblich     | 1827–1831 |
| Joseph von Fraunberg            | Erzbischof  | 1834      |
| Johann von Oettingen-Spielberg  | Standesherr | 1837      |
| Karl von Arco                   | lebenslang  | 1840–1847 |
| Ludwig zu Oettingen-Wallerstein | Standesherr | 1847      |
| Friedrich von Zu Rhein          | lebenslang  | 1848–1849 |
| Karl von Seinsheim              | lebenslang  | 1849–1864 |
| Karl von Kleinschrod            | lebenslang  | 1865–1866 |
| Wilhelm von Thüngen             | lebenslang  | 1867–1871 |
| Karl von Schrenck               | lebenslang  | 1871–1884 |
| Adolph von Pfretzschner         | lebenslang  | 1885–1893 |
| Theodor von Fries               | lebenslang  | 1893–1899 |
| Adolf von Auer                  | lebenslang  | 1899–1913 |
| Friedrich Krafft von Crailsheim | lebenslang  | 1913–1918 |

## Mitglieder des Reichsrates, (Stand 1917)
Die folgende Liste gibt einen beispielhaften Überblick über die Besetzung des Reichsrates vom Stand Oktober 1917.

### I. Prinzen des Königlichen Hauses
- Königliche Hoheit Kronprinz Rupprecht
- Königliche Hoheit Prinz Karl
- Königliche Hoheit Prinz Franz
- Königliche Hoheit Prinz Leopold
- Königliche Hoheit Prinz Georg
- Königliche Hoheit Prinz Konrad
- Königliche Hoheit Prinz Ludwig Ferdinand
- Königliche Hoheit Prinz Adalbert
- Königliche Hoheit Prinz Alfons
- Königliche Hoheit Herzog Ludwig Wilhelm
- Königliche Hoheit Herzog Siegfried
- Königliche Hoheit Herzog Christoph
- Königliche Hoheit Herzog Luitpold
- Königliche Hoheit Herzog Ludwig

### II. Erbliche Reichsräte und solche, welche nach dem Gesetze vom 9. März 1828 den erblichen gleichzuachten sind
- 1. Kronbeamte des Reiches
  - Durchlaucht Albert Fürst von Thurn und Taxis Herzog zu Wörth und Donaustauf Erb-General-Postmeister und Kronoberstpostmeister
- 2. Erzbischöfe
  - Exzellenz Johann Jakob von Hauck, Erzbischof von Bamberg
  - Exzellenz Michael von Faulhaber, Erzbischof von München-Freising
- 3. Häupter der ehemals reichsständischen fürstlichen und gräflichen Häuser
  - Durchlaucht Friedrich Karl Fürst zu Castell-Castell
  - Durchlaucht Ernst Fürst von Löwenstein-Wertheim-Freudenberg
  - Durchlaucht Johann Fürst zu Hohenlohe-Bartenstein und Jagstberg
  - Durchlaucht Carl Ernst Fürst Fugger von Glött (I. Präsident des XXXVI. Landtags)
  - Durchlaucht Otto Bertram Fürst von Quadt zu Wykradt und Isny
  - Erlaucht Franz Karl Graf zu Ortenburg und Herr zu Tambach
  - Durchlaucht Emich Fürst zu Leiningen
  - Durchlaucht Karl Fürst zu Oettingen-Oettingen und Oettingen-Wallerstein
  - Durchlaucht Georg Fürst von Waldburg zu Zeil und Trauchburg
  - Erlaucht Friedrich Graf von Rechteren-Limpurg
  - Durchlaucht Alois Fürst zu Löwenstein-Wertheim-Rosenberg
  - Erlaucht Ludwig Graf Waldbott von Bassenheim
  - Durchlaucht Fürst Kasimir zu Castell-Rüdenhausen
  - Erlaucht Erwein Graf von Schönborn-Wiesentheid
  - Durchlaucht Moritz Fürst zu Hohenlohe-Waldenburg-Schillingsfürst
  - Durchlaucht Emil Fürst zu Oettingen-Oettingen und Oettingen-Spielberg
- 4. Bischof
  - Exzellenz Anton von Henle, Bischof von Regensburg
- 5. Präsident des protestantischen Oberkonsistoriums
  - Friedrich Veit
- 6. Erbliche Reichsräte, welche vormals reichsständische Besitzungen überhaupt nicht oder doch nicht in Bayern haben
  - Eugen Freiherr von Lotzbeck
  - Hans Georg Freiherr von Gumppenberg-Pöttmeß-Oberbrennberg
  - Exzellenz Karl Graf von Drechsel-Deufstetten (I. Sekretär des XXXVI. Landtags)
  - Berthold Schenk Graf von Stauffenberg (II. Sekretär des XXXVI. Landtags)
  - Carl Theodor von und zu Sandizell
  - Exzellenz Ludwig Freiherr von Würtzburg
  - Heinrich Graf von der Mühle-Eckart auf Leonberg
  - Erlaucht Hans Graf zu Toerring-Jettenbach
  - Joseph Max Graf von Montgelas
  - Ludwig Graf von Holnstein aus Bayern
  - Theodor Freiherr von Cramer-Klett
  - Durchlaucht Carl Philipp von Wrede
  - Eduard Freiherr Poschinger von Frauenau
  - Maximilian Kasimir Guy Freiherr von Gravenreuth
  - Exzellenz Hugo Ritter und Edler von Maffei
  - Markus Freiherr von Schnurbein
  - Joseph Graf von Arco-Zinneberg
  - Max Graf von Arco auf Valley
  - Alfred Ferdinand Freiherr von Schaezler auf Scherneck
  - Friedrich von Deuster
  - Otto Graf von und zu Lerchenfeld auf Köfering und Schönberg
  - Maximilian Joseph Graf von Deym Freiherr von Stritez
  - Alfons Graf von Mirbach-Geldern
  - Heinrich Freiherr von Aretin
  - Max Freiherr von Bassus
  - Philipp Rudolf Graf von Ingelheim, gen. Echter von und zu Mespelbrunn
  - Ludwig Graf von Maldeghem
  - Otto Graf von Bray-Steinburg
  - Johann Kaspar Graf von Preysing-Lichtenegg-Moos
  - Moritz Freiherr von und zu Franckenstein
  - Georg Freiherr von und zu Guttenberg
  - Karl Hermann Ernst von Lang-Puchhof
  - Julius Freiherr von Ponickau

### III. Lebenslängliche Reichsräte
- Exzellenz Georg Graf von Hertling
- Exzellenz Gottfried Ritter von Schmitt
- Exzellenz Krafft Graf von Crailsheim (II. Präsident des XXXVI. Landtags)
- Exzellenz Max Graf von Soden-Fraunhofen
- Ernst Graf von Moy
- Exzellenz Karl Ludwig Philipp Freiherr von Kesling
- Exzellenz Ferdinand Freiherr von Miller
- Exzellenz Heinrich Ritter von Thelemann
- Exzellenz Hermann Ritter von Haag
- Hans Freiherr von Thüngen
- Wilhelm Ritter von Finck
- Exzellenz Georg Ritter von Schanz
- Jakob Ritter von Lavale
- Exzellenz Friedrich Ritter von Pflaum
- Oskar von Miller
- Exzellenz Friedrich Ritter von Heinzelmann
- Franz Ritter von Buhl
- Exzellenz Wilhelm Ritter von Haiß
- Anton Ritter von Rieppel